# Return to Childhood
Return to Childhood è un disco live del cantante Fish, pubblicato nel 2006 dalla Chocolate Frog Records.

## Tracce

### Disco 1
1. Big Wedge (Dick/Simmonds) 6.28
2. Moving Targets (Dick/Watson/Duguid) 7.17
3. Brother 52 (Dick/Wilson) 5.01
4. Goldfish and Clowns (Dick/Wilson) 6.50
5. Raingods Dancing (Dick/Turrell/Daghorn) 4.47
6. Wake Up Call (Make it Happen) (Dick/Turrell/Daghorn) 3.19
7. Innocent Party (Dick/Watson/Duguid) 5.08
8. Long Cold Day (Dick/Wesley/Young) 6.27
9. Credo (Dick/Simmonds/Boult/Usher) 8.05

### Disco 2
1. Pseudo Silk Kimono (Dick/Kelly/Rothery/Mosley/Trewavas) 2.39
2. Kayleigh (Dick/Kelly/Rothery/Mosley/Trewavas) 4.04
3. Lavender (Dick/Kelly/Rothery/Mosley/Trewavas) 2.58
4. Bitter Suite (Dick/Kelly/Rothery/Mosley/Trewavas) 8.29
5. Heart of Lothian (Dick/Kelly/Rothery/Mosley/Trewavas) 5.27
6. Waterhole (Expresso Bongo) (Dick/Kelly/Rothery/Mosley/Trewavas) 1.59
7. Lords of the Backstage (Dick/Kelly/Rothery/Mosley/Trewavas) 1.52
8. Blind Curve (Dick/Kelly/Rothery/Mosley/Trewavas) 13.04
9. Childhoods End? (Dick/Kelly/Rothery/Mosley/Trewavas) 4.34
10. White Feather (Dick/Kelly/Rothery/Mosley/Trewavas) 4.46
11. Incommunicado (Dick/Kelly/Rothery/Mosley/Trewavas) 5.11
12. Market Square Heroes (Dick/Kelly/Rothery/Trewavas/Minnett/Pointer/Jellyman) 6.56
13. Fugazi (Dick/Kelly/Rothery/Mosley/Trewavas) 9.42

## Musicisti
- Fish - voce
- Andy Trill – chitarra
- Frank Usher – chitarra
- Steve Vantsis – basso
- John Tonks – batteria, percussioni
- Tony Turrell – tastiera
- Deborah Ffrench – voce